# Одубън (окръг, Айова)
Окръг Одубън (на английски: Audubon County) е окръг в щата Айова, Съединени американски щати. Площта му е 1150 km², а населението - 6830 души (2000). Административен център е град Одубън.